# لي تاشي
لي تاشي (بالإنجليزية: Le Tâche) هو أحد جبال سلسلة جبال الألب شابلايس وجزء من القمة الأم كورنيتيس دي بيسي يقع في كانتون فاليز, سويسرا. يبلغ ارتفاع الجبل حوالي 1691 متر، بينما يبلغ ارتفاع نتوء الجبل 251 متر.